# Force India VJM02
O VJM02 é o modelo da Force India da temporada de 2009 da Fórmula 1. Pilotado por Giancarlo Fisichella, Adrian Sutil e Vitantonio Liuzzi.
No Grande Prêmio da Bélgica de 2009, pilotando o VJM02, Fisichella surpreendeu a todos ao fazer a pole e chegar em segundo lugar na corrida, conquistando o primeiro pódio e os primeiros pontos da Force India na categoria.